# Chromis pamae
Chromis pamae es una especie de peces de la familia Pomacentridae en el orden de los Perciformes.

## Morfología
Los machos pueden llegar alcanzar los 10,4 cm de longitud total.

## Hábitat
Se encuentra en Pitcairn y en las Tuamotu.

## Distribución geográfica
|  |  |  |
|  |  |  |
|  |  |  |